# MALDI

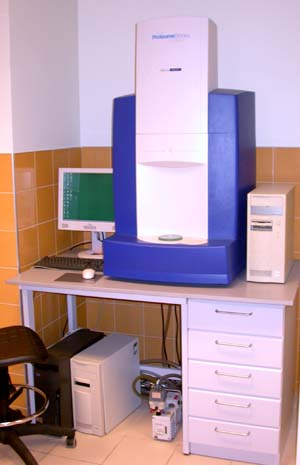
Spettrometro di massa MALDI-TOF

In spettrometria di massa il desorbimento/ionizzazione laser assistito da matrice, comunemente indicato con l'acronimo MALDI (dall'inglese Matrix-Assisted Laser Desorption/Ionization), è una tecnica di ionizzazione soft usata in spettrometria di massa a partire dagli anni 1990. La tecnica MALDI è normalmente condotta sotto vuoto (10 mTorr o meno di pressione), ma è possibile anche lavorare a pressione ambiente (AP-MALDI) perdendo però sensibilità e restringendo l'intervallo di rivelabilità.

## Descrizione
La tecnica consiste tipicamente nel mescolare il campione con una soluzione di matrice (spesso si usano composti chimici organici, e.g.,acido sinapico, acido ferulico, acido picolinico, acido succinico, acido caffeico). La miscela campione-matrice viene poi fatta essiccare, comportando l'evaporazione del solvente e cristallizzazione della matrice con l'analita (si parla anche di co-cristallizazione). I cristalli vengono bombardati con un impulso laser (spesso un laser ad azoto), l'assorbimento dei fotoni causa un repentino aumento della temperatura, il che risulta in una vaporizzazione dei cristalli con conseguente ionizzazione.
La matrice deve possedere determinate caratteristiche chimico-fisiche, tra le quali: deve essere facilmente evaporabile ma tale evaporazione non deve essere significativa durante la preparazione del campione o prima dell'effettuazione delle misurazioni, deve avere un certo carattere acido in modo da fungere da fonte di protoni incoraggiando la ionizzazione dell'analita, possedere un forte assorbimento ottico nella regione UV tale che le permetta di assorbire la radiazione laser in modo efficiente, deve infine possedere gruppi polari ed essere idrosolubile.
Grazie al fenomeno del desorbimento, il campione viene rilasciato in forma "clusterizzata", ovvero complessato con la matrice. La matrice smorza gli effetti del fascio laser assicurando un'adeguata protezione all'analita che viene ionizzato e vaporizzato tramite l'energia in eccesso ceduta secondariamente dalla matrice stessa. Vengono così ottenuti ioni quasimolecolari generalmente a singola carica, come quelli creati dall'acquisizione o dalla perdita di un protone. Molto spesso la tecnica MALDI viene abbinata a spettrometri dotati di analizzatore a tempo di volo.

## Usi
La tecnica MALDI è indicata per l'analisi di composti termolabili e ad alto peso molecolare, ad esempio alcune classi di molecole di origine biologica (biopolimeri quali proteine, peptidi e zuccheri) particolarmente fragili e soggette a distruzione troppo rapida con le tecniche di ionizzazione convenzionali. Viene comunemente utilizzata anche per la caratterizzazione dei farmaci.

## Varianti
Esistono diverse varianti della tecnica:
- GALDI, matrice composta da grafite;
- SALDI, (surface-assisted laser desorption/ionization) matrice liquida con particolato;
- SELDI, (surface-enhanced laser desorption/ionization) matrice biochimicamente affine all'analita;
- DIOS, (desorption-ionization mass spectrometry on porous silicon) matrice di silicio poroso;
- SEND, (surface-enhanced neat desorption) matrice legata covalentemente con la superficie da analizzare.